# Sepulcros de vaqueros
Sepulcros de vaqueros es el noveno libro póstumo del escritor chileno Roberto Bolaño (1953 - 2003), publicado en septiembre de 2017 (en España) y en enero de 2018 (en México) por la editorial Alfaguara. El volumen incluye tres nouvelles inéditas: "Patria", "Sepulcros de vaqueros" y "Comedia del horror de Francia".

## Historia editorial
El libro se anunció oficialmente a finales de julio de 2017. Este libro incluye tres novelas inéditas: "Patria", "Sepulcros de vaqueros" y "Comedia del horror de Francia."

## Procedencia de los textos
Las obras proceden del Archivo Bolaño, que se custodia en el domicilio familiar del autor, actualmente resguardado por su viuda Carolina López. Dicho archivo está compuesto por “papeles sueltos, libretas manuscritas, recortes de periódico, revistas y, en el caso de los escritos de sus últimos años, también archivos informáticos”. Los tres textos, sin embargo, no figuran en la “Cronología creativa” del libro Archivo Bolaño, aunque sí son mencionados, al menos, dos de ellos: “Sepulcros de vaqueros” y “Comedia de horror de Francia”. El texto dice: “Esta cronología no incluye los textos aún inéditos recuperados del ordenador de Roberto Bolaño, entre los que figuran, además de una serie de poemas, relatos como Sepulcros de Vaqueros, Comedia del horror de Francia, Dos señores de Chile, Corrida, Vuelve el man a Venezuela, Todo lo que la gente cuenta de Ulises Lima, Última entrevista en Boca-cero, Noticias de Chile, etc.”.
El primer texto (“Patria”) procede de tres archivadores en donde se hallaron, junto con los manuscritos (notas de escritura y el borrador del relato), un recorte de prensa fechado en 1993. Hay, además, una versión posterior a las notas manuscritas, ésta ya mecanografiada en una máquina eléctrica, formada por sesenta y dos páginas. La máquina de escribir fue utilizada por Roberto Bolaño entre 1992 y 1995. Esto permite fechar la obra entre 1993 y 1995.
El segundo texto ("Sepulcros de vaqueros") fue extraído del ordenador de Roberto Bolaño en un archivo con el nombre "VAKEROS.doc". Además de que existe material manuscrito de la misma, halladas dentro de una carpeta verde con el título Arturo, Sepulcros de vaqueros. Te daré diez besos y luego diez más. La notas manuscritas corresponden a seis folios doblados por la mitad en donde se hallan los capítulos numerados. Esta carpeta contiene, además, notas correspondientes a Los detectives salvajes, Llamadas telefónicas, La literatura nazi en América y Estrella distante. Este texto puede ser fechado en 1995, cuando Bolaño comenzó a usar la computadora, hasta 1998, fecha de las notas de Los detectives salvajes.
El último texto (“Comedia del horror de Francia”) se localizó en un archivo de nombre “FRANCIA.doc” en el disco duro del ordenador de Bolaño. En cuanto a las notas manuscritas, solo se ha encontrado una nota que refiera a esta obra, escrita sobre el sobre de una carta recibida por él. La fecha de dicho sobre lleva la fecha de 11 de abril de 2002. La dedicatoria misma (a sus hijos Lautaro y Alexandra Bolaño) y los archivos informáticos ya mencionados, permiten datar el texto entre 2002 y 2003, año de la muerte del autor.

## Recepción crítica de la obra
En el prólogo del libro Juan Antonio Masoliver Ródenas apunta que no se puede hablar de la obra de Bolaño como una obra fragmentada. Esta obra es, si acaso, una obra fragmentaria y esto aún resulta parcial: toda la obra de Bolaño está en constante construcción que es, al mismo tiempo, “la consolidación de un universo”. De esta manera, la obra de Roberto Bolaño resulta ser un puzle gigante y cada texto es una pieza que lo conforma. La obra de Bolaño es una obra sumamente intertextual, no solo porque en sus obras subyacen otro tipo de textos de otros autores, sino que su propia obra resulta reconocible de un libro a otro: como dice la voz del Grupo Surrealista Clandestino de la obra “Comedia de horror de Francia”, “sus primeras páginas están en otro libro”. De esta manera no resulta gratuito hallar obras publicadas póstumamente que son, dentro del cúmulo de textos que publicó en vida, borradores o primeros ejercicios de obras que posteriormente verían la luz y consagrarían a su autor como uno de los más importantes autores del siglo XX. Para Bolaño escribir es como alimentar a los cerdos, pues no se desperdicia nada. 
A propósito de esta obra póstuma de Roberto Bolaño, Josep Massot apunta que “el escritor chileno tenía en la cabeza un universo narrativo en que el que más que títulos individuales se puede hablar de una obra total”. Bolaño fallece en el año 2003. Cinco años después comienzan a publicarse obras que resultan, a la postre, obras conductuales que muestran la manera de trabajar del autor que “acumulaba material narrativo, con tramas que se van metamorfoseando continuamente”.
Es usual, para el lector asiduo de Bolaño, hallar guiños a su propia obra a lo largo de todos los textos que escribió. Y a propósito, escribe Patricio Pron (esto, quizá, está relacionado con el título “Movimiento perpetuo” de Masoliver Ródenas): “pocas literaturas son más reacias a adoptar una rigidez estuaria que la de su autor, Roberto Bolaño”. Es decir, que toda la literatura de Bolaño rechaza constantemente el hecho de estarse quieto, todas las obras se dispersan en otras obras, se cambian y adquieren nuevos valores como fragmentos-borradores y otros más como obras finalizadas que convergen en otras y así sucesivamente.
Algunos críticos consideran esta obra como un mero borrador.